# Campionato austriaco di hockey su pista 2019
Il Campionato Austriaco 2019 (de:Österreichischer Meister) è stata la 28ª edizione dell'omonimo torneo riservato alle squadre di hockey su pista austriache. La competizione è iniziata il 1º giugno e si è conclusa il 20 giugno 2019. Il titolo è stato vinto dal Wolfurt per la sesta volta nella sua storia.

## Squadre partecipanti
| Club         | Città    | Impianto            | Stagione precedente                             |
| ------------ | -------- | ------------------- | ----------------------------------------------- |
| Dornbirn     | Dornbirn | Stadthalle Dornbirn | 1º nel campionato austriaco, campione d'Austria |
| Dornbirn (B) | Dornbirn | Stadthalle Dornbirn | 4º nel campionato austriaco                     |
| Villach      | Villach  | Ballspielhalle Lind | 3º nel campionato austriaco                     |
| Wolfurt      | Wolfurt  | HockeyArena Wolfurt | 2º nel campionato austriaco                     |

## Classifica finale
|                    | Pos. | Squadra      | Pt | G | V | N | P | GF | GS | DR  |
| ------------------ | ---- | ------------ | -- | - | - | - | - | -- | -- | --- |
| Austria (bandiera) | 1.   | Wolfurt      | 11 | 5 | 3 | 1 | 1 | 31 | 14 | +17 |
|                    | 2.   | Dornbirn     | 10 | 5 | 3 | 1 | 1 | 32 | 19 | +13 |
|                    | 3.   | Villach      | 3  | 3 | 1 | 0 | 2 | 10 | 17 | -7  |
|                    | 4.   | Dornbirn (B) | 0  | 3 | 0 | 0 | 3 | 5  | 28 | -23 |

Legenda:
      Campione d'Austria e ammessa alla Coppa WSE 2019-2020.
      Ammesse alla Coppa WSE 2019-2020.
Note:
Tre punti a vittoria, uno a pareggio, zero a sconfitta.

## Verdetti
| Verdetto                   | Club                |
| -------------------------- | ------------------- |
| Campione d'Austria 2019    | Wolfurt (6º titolo) |
| Qualificate alla Coppa WSE | Wolfurt Dornbirn    |